# 拱北行
拱北行（英語：Beaconsfield House），位於香港香港島中環皇后大道中4號、香港滙豐銀行總行大廈後面，為香港政府建築物，曾經為政府新聞處辦公室所在地，於1990年代中連同香港希爾頓酒店和隔鄰的花園道停車場大廈拆卸及重建為長江集團中心。

## 歷史
拱北行原址為柏拱行，於1960年4月1日拆卸及重建，英文名沿用，中文名改為拱北行。建築物樓高6層；在地面1層設有拱北行郵政局（1963年啟用）及公廁等設施，由於柏拱行位於地價甚高的銀行區，興建公廁引發爭議；其上設有3個食堂，在4樓西部後面建有一天橋連接炮台里。建築物前設有噴水池。
政府新聞處於1963年6月8日由中區政府合署西座遷入辦公，佔用最高兩層。1967年，發生六七暴動期間，香港政府曾經在拱北行政府新聞處以巨型喇叭向對面的中國銀行大廈播放歐西流行曲，以掩蓋來自對面的宣傳聲浪，一說著名唱片騎師郭利民曾按指示親身在拱北行天台進行音樂節目，一說曾播放粵劇。
皇家香港軍團曾借用部分樓層為辦公室。
1995年12月，拱北行與位於其東面的香港希爾頓酒店及花園道政府多層停車場一同拆卸，重建為長江集團中心。原拱北行郵政局於樓宇拆卸後曾於附近的和記大廈繼續營業，是為夏愨道郵政局，後再於在長江集團中心重建完畢後遷入中心，易名為花園道郵政局，後來於2007年年尾關閉。

## 同名建築

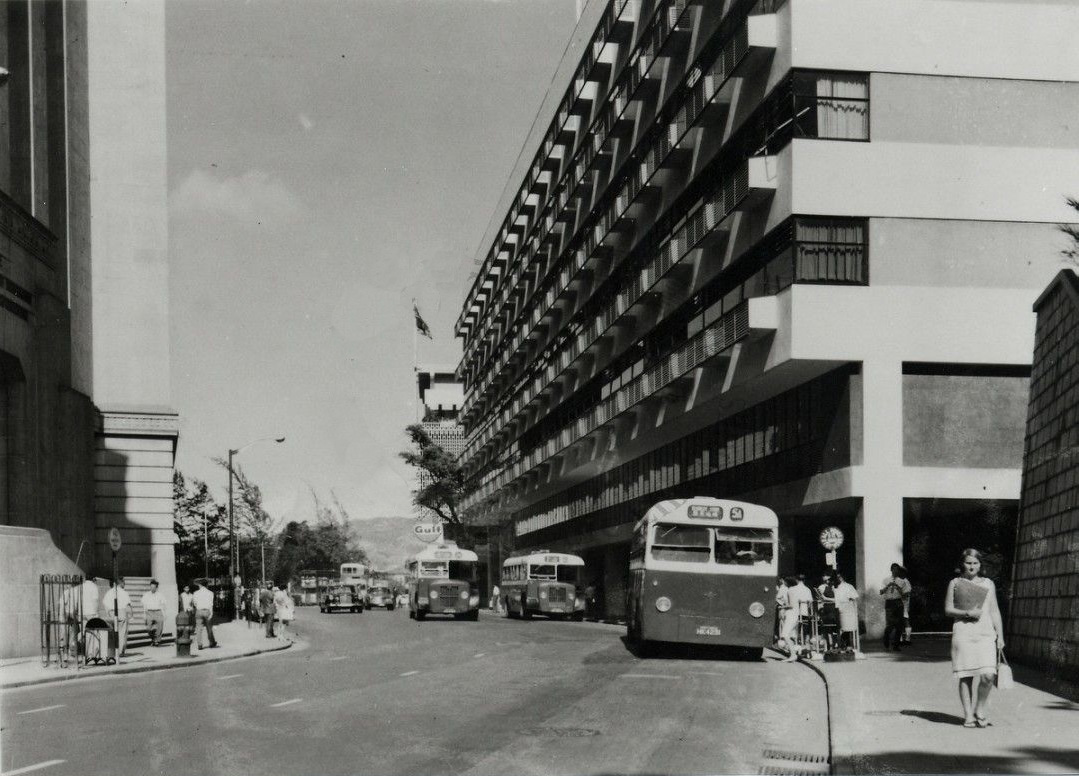
中環拱北行（圖右，1966年）

19世紀，位於柏拱行以南的莊士敦樓（前法國外方傳道會大樓前身），於1890年更名為比更士菲樓，而華人一般將其稱為拱北樓，直至1915年被法國外方傳道會購入重建為止。1960年代，柏拱行重建為拱北行後，英文名稱由 Beaconsfield Arcade 改用 Beaconsfield House，與昔日的比更士菲樓同名。

### 引用
1. ↑  葉輝. . 香港文匯報. 2018-12-29  [2025-01-26].
2. ↑  . 工商日報. 1963-06-18: 7  [2025-01-25] （中文（香港））.
3. ↑  . 華僑日報. 1963-09-04: 7  [2025-01-25] （中文（香港））.
4. ↑  . 工商日報. 1963-09-04: 5  [2025-01-25] （中文（香港））.
5. ↑  . 工商晚報. 1976-06-20: 1  [2025-01-25] （中文（香港））.
6. ↑  . 華僑日報. 1969-04-12: 第二張第一頁  [2025-01-25] （中文（香港））.
7. ↑  . 蘋果日報. 2006-10-22: A06 （中文（香港））.
8. ↑  張志儉. . 信報財經新聞. 2003-12-02: P16 （中文（香港））.
9. ↑  梁家權; 王慧麟; 屈穎中; 黃敏瓊; 馬淑嫻. 潘少權; 雷美華 , 编. . 香港: 經濟日報出版社. 2001: 24. ISBN 962-678-086-X.
10. 1 2  Fellman, Joshua. . 英文虎報. 1995-09-18  [2025-01-25]. （原始内容存档于2011-06-29） （英语）.
11. ↑  .   [2011-01-10]. （原始内容存档于2020-08-04）.

### 來源
- 政府新聞處40周年 （页面存档备份，存于） （英文）
- 傳媒透視 （页面存档备份，存于）
- 拱北行希爾頓可能合併重建 百姓半月刊，1994年5月1日